# پیتری، شهرستان یاروا
پیتری (به لاتین: Peetri) یک منطقهٔ مسکونی در استونی است که در دهستان کاردا واقع شده‌است. پیتری ۱۸۹ نفر جمعیت دارد.